# Un rêve tchèque
Pour plus de détails, voir Fiche technique et Distribution.
Un rêve tchèque (Český sen) est un film documentaire tchèque réalisé par Vít Klusák (cs) et Filip Remunda (en), sorti le 9 novembre 2005.

## Synopsis

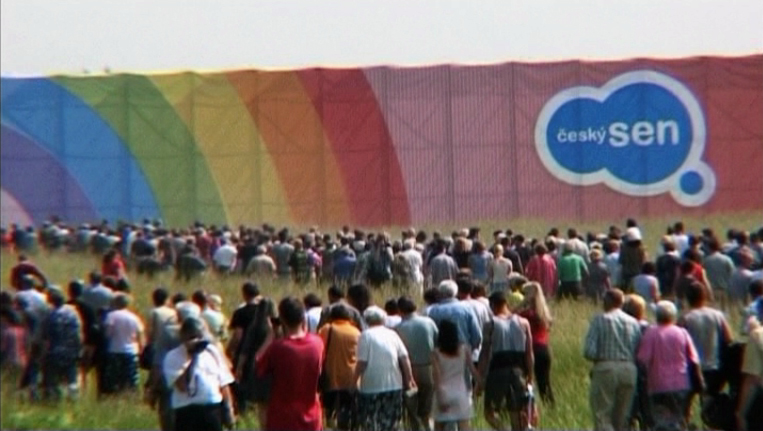
Foule se dirigeant vers le lieu du (faux) supermarché.

Un rêve tchèque est le projet de fin d'études de deux étudiants en cinéma. Ils montent un canular mettant en scène un faux supermarché. Dans la république tchèque post-communiste, les habitants n'ont qu'une envie : consommer. La campagne de publicité fait venir plusieurs milliers de personnes devant une simple bâche tendue représentant un supermarché et leur renvoyant la question sur leurs besoins de consommation.
L'idée de cette supercherie provient d'une étude réalisée en 2002 par la société Incoma Research, montrant que 30 % des Tchèques font majoritairement leurs courses dans des hypermarchés. Le consumérisme et de la publicité font l'objet d'une attention soutenue.
Le film montre l'obsession des gens pour les hypermarchés, et le pouvoir de la publicité. Lors du tournage, les auteurs ont préparé une campagne publicitaire massive (dont des publicités à la télévision, des affiches publicitaires, des dépliants, etc.) pour promouvoir l'ouverture d'un nouveau supermarché, appelé « Český sen » (Le rêve tchèque). La campagne mettait en avant des prix incroyablement bas et une « surprise pour tout le monde » le jour de l'ouverture. Les slogans publicitaires étaient « Ne venez pas », « Ne dépensez pas », etc. Le jour de l'ouverture, des milliers de personnes sont venues pour l'inauguration. Après la coupe du ruban, ils se sont mis à courir vers le nouveau supermarché, qui n'était en fait qu'un leurre formé d'une simple bâche peinte imitant un supermarché. En arrivant auprès de la bâche, et en découvrant la supercherie, les réactions ont été diverses. Certains apprécièrent le message de cette action, certains l'ont pris avec humour, mais la plupart étaient en colère d'avoir été trompés.

## Fiche technique
- Titre : Un rêve tchèque
- Titre original : Český sen
- Titre anglais : Czech Dream
- Réalisation : Vít Klusák et Filip Remunda
- Scénario : Vít Klusák et Filip Remunda
- Pays d'origine : République tchèque
- Format : Couleurs - 1,85:1 - Dolby Digital - 35 mm
- Genre : Documentaire
- Durée : 90 minutes
- Date de sortie : 9 novembre 2005

## Autour du film
Le film fut récupéré lors du débat sur l'entrée de la République tchèque dans l'Europe.
Un parallèle a été fait avec la campagne de communication du gouvernement de 2004 pour le réferendum sur l'adhésion à l'Union Européenne, qui était alors en cours[réf. souhaitée].